# Боровецки, Марк
Марк Борове́цки (англ. Mark Borowiecki; род. 12 июля 1989, Каната, Канада) — бывший профессиональный канадский хоккеист, защитник. В настоящее время является тренером по развитию игроков в «Нэшвилл Предаторз».

## Клубная карьера

### Молодёжная
Боровецки выступал два сезона с 2006 по 2008 года в клубе «Смитс-Фоллс Бирс» из Центральной молодёжной хоккейной лиги (CJHL). В 2008 году Боровецки решил перейти в университет Кларксона. В сезоне 2010/11 был капитаном этого университета.

### Профессиональная

#### Оттава Сенаторз
На драфте 2008 года был выбран «Оттавой Сенаторз» в 5-м раунде под общим 139-м номером.
11 марта 2011 года подписал контракт новичка с «Оттавой», соглашение было рассчитано на 2 года. Позже, Боровецки отправили в фарм-клуб «Сенаторов» «Бингемптон Сенаторз». В том сезоне он сыграл 9 матчей и результативными действиями не отметился.
7 ноября 2013 года в матче против «Монреаль Канадиенс» Боровецки забросил свою первую шайбу в НХЛ. 18 августа 2014 года Боровецки и «Сенаторы» согласовали условия трехлетнего продления контракта на сумму около $ 3,3 млн.
В сезоне 2016/17 набрал 154 штрафные минуты в 70 матчах, став лидером сезона в НХЛ. По окончании сезона, 5 октября 2017 года, переподписал контракт с «Оттавой» на 2 года на общую сумму $ 2,4 млн.
23 октября 2018 года толкнул локтем защитника «Бостон Брюинз» Урхо Вааканайнена. Он не был оштрафован, но получил дисквалификацию на одну игру за данный инцидент. По возвращении 28 октября в матче против «Вегас Голден Найтс» Боровецки нанёс удар в голову Коди Икина. Боровецки был оштрафован на пять минут, а позже дисквалифицирован на три игры.
В сезоне 2019/20 провёл свой лучший сезон по результативности, набрав 18 очков (7+11) в 53-х матчах. Марк забросил за один сезон сразу 7 шайб, тогда как ранее за 8 сезонов в НХЛ забил только 8 шайб.

#### Нэшвилл Предаторз
9 октября 2020 года подписал двухлетний контракт с «Нэшвилл Предаторз» на общую сумму $ 4 млн. В сезоне 2020/21 сыграл за «Предаторз» 22 матча и набрал 1 очко (0+1). Преимущественно был защитников третьей пары вместе с Мэттом Беннингом. Часть сезона канадцу пришлось пропустить из-за травмы верхней части тела.
15 февраля 2022 года продлил соглашение с «хищниками» на 1 год и $ 900 тыс.
В сезоне 2022/23 провёл лишь 4 матча за «Предаторз», а в матче с «Флайерз» получил очередную травму, неудачно столкнувшись лицом с локтём Моргана Фроста. По окончании сезона принял решение о завершении профессиональной карьеры хоккеиста. 2 июля 2023 года новый генеральный менеджер команды из Теннесси Барри Троц объявил о том, что Боровецки был нанят тренером по развитию игроков.

## Личная жизнь
Марк поженился со своей женой Тарой 4 июля 2015 года. Их сын, Майлз, родился 12 февраля 2020 года.
Боровецки имеет прозвище «Борокоп». В декабре 2019 года он предотвратил кражу и предпринял попытку ареста гражданина, за что и получил данное прозвище. Игрок покупал детскую одежду и заметил злоумышленника, который проникнул в чужой автомобиль, похитив рюкзак. Защитник «Сенаторз» остановил похитителя, повалив на землю, после чего вызвал полицию, однако тот сбежал.
Благодаря данной истории стали активно продаваться футболки с надписью «Борокоп», но вместо личной выгоды, канадец потратил выручку с продажи на поддержку «Оттавы Кондорс» — игроки которой с физическими и умственными проблемами. Также Марк является капитаном данной команды.
Боровецкий известен как своей работой на льду, так и своим вкладом вне льда. Он открыто выступает за психическое здоровье хоккеистов, особенно жертв сотрясения мозга.
Боровецки со своей женой Тарой активно поддерживает ЛГБТ-сообщество и канадских солдат.

## Награды и достижения
- Участник Матча звёзд АХЛ